# Louis Ménard (ingénieur)
Pour les articles homonymes, voir Louis Ménard et Ménard.
Louis Ménard, né le 4 mai 1931 au Val-Saint-Père et mort le 16 janvier 1978 à Saulx-les-Chartreux, est un ingénieur français de l’École nationale des ponts et chaussées.
Il est connu pour avoir inventé le procédé d'essai au pressiomètre ou essai pressiométrique, outil très utilisé permettant l'optimisation et le calcul des fondations. Louis Ménard développe la commercialisation de son invention en 1957 en créant sa société : "Les pressiomètres Menard". Le succès est au rendez-vous et Louis Ménard compte rapidement quatre licenciés qui exploitent ses appareils. Il convainc également le Laboratoire Central des Ponts et Chaussées d'utiliser son matériel dans leur réseau.